# آروید پترسون
آروید پترسون (انگلیسی: Arvid Pettersson; ۳۱ مارس ۱۸۹۳ – ۷ مهٔ ۱۹۵۶) دوچرخه‌سوار اهل سوئد بود.